# Гвинеја на Светском првенству у атлетици на отвореном 2011.
Гвинеја је учествовала на 13. Светском првенству у атлетици на отвореном 2011. одржаном у Тегу од 27. августа до 4. септембра једанаести пут. Репрезентацију Гвинеје представљала су 2 такмичара (1 мушкарац и 1 жена) који се такмичили у 2 дисциплине (1 мушка и 1 женска)., 
На овом првенству такмичари Гвинеје нису освојили ниједну медаљу нити остварили неки резултат.

## Учесници
| Мушкарци: - Керфаља Камара — 400 м | Жене: - Јулија Камара — 100 м |  |

## Резултати

### Мушкарци
| Атлетичар      | Дисциплина | Лични рекорд | Квалификације | Квалификације | Полуфинале           | Полуфинале           | Финале               | Финале       | Детаљи |
| Атлетичар      | Дисциплина | Лични рекорд | Резултат      | Место         | Резултат             | Место                | Резултат             | Место        | Детаљи |
| -------------- | ---------- | ------------ | ------------- | ------------- | -------------------- | -------------------- | -------------------- | ------------ | ------ |
| Керфаља Камара | 400 м      |              | 49,74 ЛР      | 8. у гр. 1    | Није се квалификовао | Није се квалификовао | Није се квалификовао | 35 / 36 (39) |        |

### Жене
| Атлетичарка   | Дисциплина | Лични рекорд | Квалификације    | Квалификације    | Предтакмичење         | Предтакмичење         | Полуфинале            | Полуфинале            | Финале                | Финале                | Детаљи |
| Атлетичарка   | Дисциплина | Лични рекорд | Резултат         | Место            | Резултат              | Место                 | Резултат              | Место                 | Резултат              | Место                 | Детаљи |
| ------------- | ---------- | ------------ | ---------------- | ---------------- | --------------------- | --------------------- | --------------------- | --------------------- | --------------------- | --------------------- | ------ |
| Јулија Камара | 100 м      |              | Дисквалификована | Дисквалификована | Није се квалификовaла | Није се квалификовaла | Није се квалификовaла | Није се квалификовaла | Није се квалификовaла | Није се квалификовaла |        |